# Ronny Jentzsch
Ronny Jentzsch (* 31. März 1976 in Meißen, Sachsen) ist ein deutscher Musiker, Produzent und Songwriter.

## Leben
Im Jahr 2003 gründete Ronny Jentzsch gemeinsam mit Chris van Beorg das Musikprojekt FRESH FOX. Neben zahlreichen Live-Auftritten entstanden in der Zeit von 2004 bis 2009 die 3 Studioalben Sexy, Tonight und Another Mystery. Seit 2010 führt Ronny Jentzsch das Projekt FRESH FOX als Soloprojekt weiter. Mit dem Projekt FRESH FOX wurden bisher 6 Studio-Alben veröffentlicht.
Seit 2008 ist Jentzsch auch als Komponist, Texter und Produzent für viele Künstler der Sparte Schlager tätig.
Im Jahr 2010 gründete er seine Produktionsfirma FRESH FOX RECORDS mit Musikverlag, Plattenlabel und eigenem Tonstudio.
Seit 2015 arbeitete er gemeinsam mit dem Berliner Produzenten und Songwriter Alexander Beyer zusammen und gründete mit ihm gemeinsam die Produktionsfirma LUCA RECORDS.

## Diskografie

### Alben mit Beteiligung von Ronny Jentzsch
- 2004: FRESH FOX – Sexy
- 2005: FRESH FOX – Tonight
- 2008: Fancy – Forever Magic
- 2008: Wilde Herzen – definitiv
- 2009: FRESH FOX – Another Mystery
- 2009: DJ Happy Vibes – Retro Vibration
- 2009: Matthias Carras – Kein Typ wie früher
- 2010: Tom Reichel – Mitten im Leben
- 2010: Matthias Carras – Megastark: Die Maxis
- 2010: Tommy Zanko – Nur für Dich
- 2012: Tom Reichel – Magie
- 2013: Miss Chantal – 7 Wunder
- 2015: Miss Chantal – Insel voller Gold
- 2015: Oliver Frank – Saitenblicke
- 2016: FRESH FOX & Marco Lessentin – Augenblicke
- 2017: FRESH FOX - Anything
- 2018: Miss Chantal - Sommer meines Lebens
- 2020: FRESH FOX - Hear my Heartbeat
- 2022: FRESH FOX - The Remixes

### Singles mit Beteiligung von Ronny Jentzsch
- 2004: FRESH FOX – Sexy
- 2005: FRESH FOX – Tonight
- 2008: DJ Happy Vibes feat. Jazzmin – Summertime
- 2008: Matthias Carras – Auch nur ein Mann
- 2008: Wilde Herzen – Durch die ganze Nacht
- 2008: Wilde Herzen – 1000 Lügen
- 2009: FRESH FOX – Tokyo Lover
- 2009: FRESH FOX – Life was made for me
- 2009: Matthias Carras – Diva
- 2009: Wilde Herzen – Summertime
- 2010: FRESH FOX – Megamix 2010
- 2010: DJ Happy Vibes feat. Jazzmin – Just for Freedom
- 2011: Miss Chantal – Schenk mir einen letzten Kuss
- 2011: Miss Chantal – Sommer in Maspalomas
- 2012: Miss Chantal – Heilige Nacht
- 2013: FRESH FOX & Marco Lessentin – Nur für dich allein (The Sunshine Melody)
- 2014: Miss Chantal – Sag mir warum
- 2014: Oliver Frank – Sommer in San Marino
- 2014: FRESH FOX & Marco Lessentin – Deine Augen
- 2014: FRESH FOX & Marco Lessentin – Fieber der Nacht
- 2015: FRESH FOX & Marco Lessentin – Si Si Cheri (Remix)
- 2015: Mark Ashley – Stop in the name of love
- 2015: Miss Chantal – Der hellste Stern
- 2015: Martin Fischer – Einmal oder zweimal
- 2015: Mark Ashley – Baby Blue
- 2015: Melanie Müller – Tanzen
- 2015: Nora Louisa – Komm flieg mit mir
- 2015: Miss Chantal – Flieger
- 2016: FRESH FOX & Marco Lessentin – Sehnsucht nach dir
- 2017 - FRESH FOX - For your love
- 2018 - Magic Melody - Entschuldige ich lieb Dich
- 2019 - Magic Melody - Sirenen in der Nacht
- 2019 - FRESH FOX - Doctor Do It!
- 2019 - Only With You